# Walt Wesley
Pour les articles homonymes, voir Wesley.
Walt Wesley, né le 25 janvier 1945 à Fort Myers en Floride et mort le 28 mars 2024, est un joueur de basket-ball américain. Durant sa carrière en National Basketball Association (NBA), il évolue au poste de pivot sous le maillot des franchises des Royals de Cincinnati, des Bulls de Chicago, des Cavaliers de Cleveland, des Suns de Phoenix, des Capital Bullets, des 76ers de Philadelphie, des Bucks de Milwaukee et des Lakers de Los Angeles. Durant sa carrière, il inscrit 5 002 points et capte 3 243 rebonds

## Biographie
Walt Wesley évolue en universitaire avec les Jayhawks du Kansas, école avec laquelle il dispute soixante-huit matchs pour une moyenne de 19,3 points par match. Lors de sa dernière année, en 1966, il figure dans le troisième cinq All-American désigné par l'Associated Press. Il figure également dans le deuxième cinq Consensus All-America Teams.
Sélectionné en sixième position de la Draft 1966 de la NBA par les Royals de Cincinnati, il évolue trois saisons avec cette franchise, avant d'être échangé avant le début de la saison suivante, rejoignant les Bulls de Chicago. En fin de saison, en mai 1970, il est recruté par les Cavaliers de Cleveland lors de la draft d'expansion NBA 1970. En novembre 1972, après seulement douze matchs, il rejoint les Suns de Phoenix dans un échange où les cavaliers récupèrent un tour de draft.
Ceux-ci l'échangent avant le début de la saison suivante, Wesley rejoignant la franchise des Capital Bullets. Au terme de la saison, les Bullets de Washington, nouveau nom de la franchise, le libèrent de tout contrat.
Il signe un contrat en tant qu'agent libre, free agent, avec 76ers de Philadelphie, mais il ne dispute que quatre rencontres avant de voir son contrat rompu. Il signe avec les Bucks de Milwaukee, franchise avec laquelle il termine la saison. Au terme de celle-ci, il figure dans l'échange qui voit Kareem Abdul-Jabbar rejoindre les Lakers de Los Angeles en échange de Junior Bridgeman, Dave Meyers, Elmore Smith et Brian Winters. Après une rencontre avec cette franchise, il est libéré de son contrat.